# Alphitonia xerocarpus
Alphitonia xerocarpus là một loài thực vật có hoa trong họ Táo. Loài này được Baill. mô tả khoa học đầu tiên năm 1875.